# Провинившиеся народы
«Провинившиеся народы» (также «наказанные народы») — официальная формулировка сталинского периода, применявшаяся по отношению к депортированным народам и народам подлежащим депортации. В отношении «провинившихся» народов без какого-либо суда и попыток его имитации (см. «Московские процессы») карательными органами по указанию Сталина разворачивались «национальные операции» и насильственные переселения, в разное время называвшиеся различными эвфемизмами, которые по мнению некоторых современных историков и правоведов были призваны скрыть их преступную сущность, в предвоенный период — «добровольным переселением», во время войны и в послевоенный период — «депортациями возмездия». В годы войны употреблялась формулировка «особо провинившиеся народы». Из представителей «провинившихся» народов комплектовались трудармии. С правовой точки зрения определение того или иного народа «провинившимся» само по себе преступно, оно отражает преступный характер сталинского режима, полагает правовед С. С. Алексеев. Как полагает историк П. М. Полян, употребление сталинским режимом в своей политической риторике выражений «провинившиеся народы» и «наказанные народы» самым ярким образом свидетельствовало о смещении акцента массовых репрессий в СССР с классового на этнический критерий и ознаменовало собой фактический переход курса государственной политики от интернационализма к национализму в сталинском варианте, пользовавшемуся марксистскими лозунгами для прикрытия сугубо националистической, колонизаторской политики по отношению к проживавшим на территории СССР народам и народностям.

## Предпосылки и история употребления

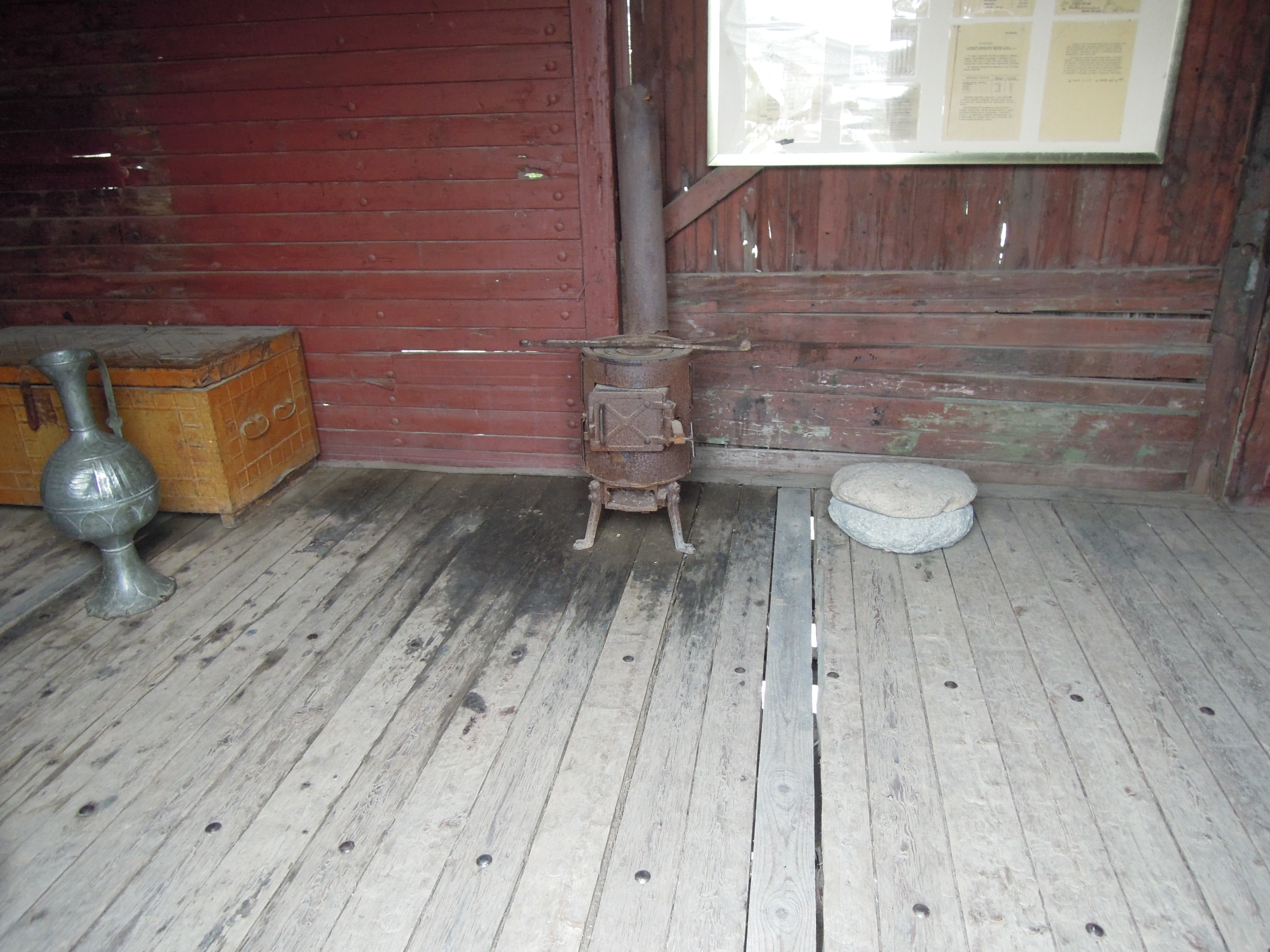
Интерьер вагона-теплушки для депортации неугодных народов

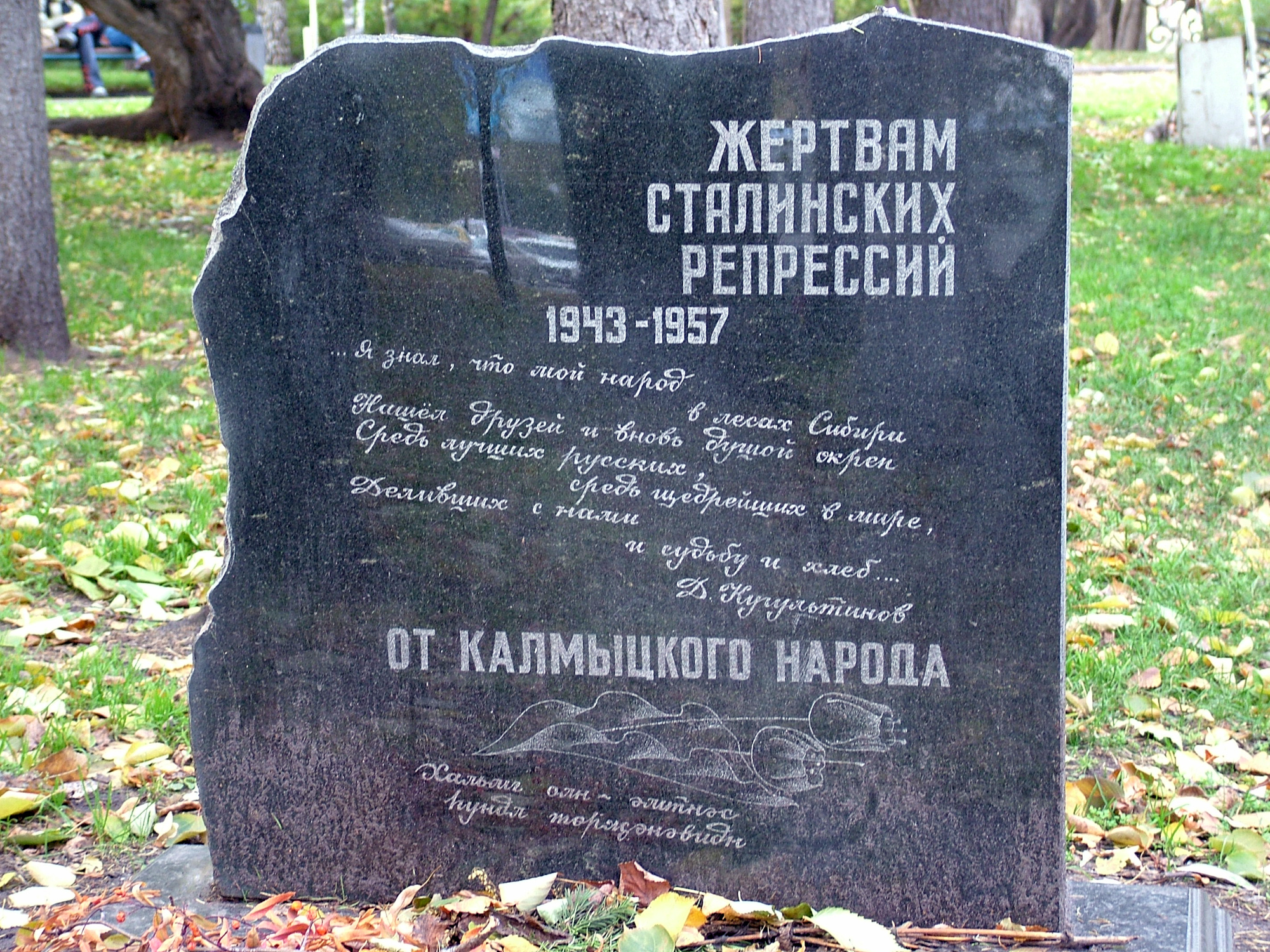
«Я знал, что мой народ в лесах Сибири нашёл друзей и вновь душой окреп», — строки на мемориале жертвам сталинских репрессий

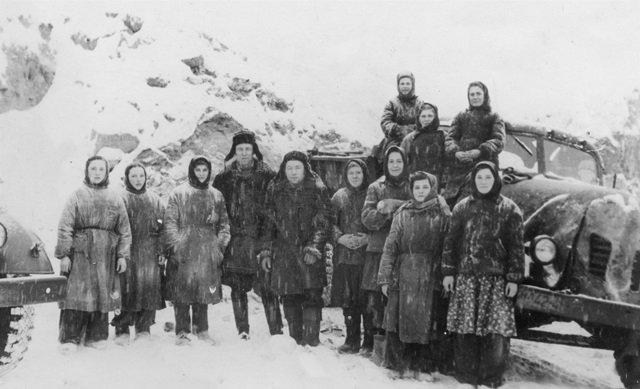
Депортированные на новом месте

Впервые формулировка «провинившиеся» применительно к выселяемой этнокультурной общности была употреблена Сталиным в 1920 году, — комментируя решение о депортации терских казаков он заявил: «пришлось выселить провинившиеся станицы». (историк А. Б. Зубов называет это «вавилонским смешением культур и народов»).

Разумеется, всё это в корне противоречило фундаментальным принципам марксизма-ленинизма, верным последователем которого провозглашал себя Сталин, что в дальнейшем и было использовано его преемниками для критики и отмены его курса по национальному вопросу. Впоследствии, сталинские меры, направленные против народов СССР, были признаны поздней советской властью, ООН, ПАСЕ, ЕП и другими органами международного сообщества геноцидом и преступлениями против человечности, однако современными ревизионистами и неосталинистами сталинские репрессии оцениваются как акты гуманизма по отношению к депортированным народам, проводившиеся Сталиным для их же блага и т. п., а сами пострадавшие народы выставляются действительно провинившимися (крупнейшим выразителем этой точки зрения являлся философ А. А. Зиновьев, сам участвовавший в годы войны в таких операциях по переселению на Дальнем Востоке и утверждавший, что среди депортируемых корейцев «японских шпионов было как собак нерезанных», — он и С. Г. Кара-Мурза полагали, что Сталин спас «предателей» от «всенародной расправы» в послевоенное время, последний в частности заявил, что депортацией 1944 года Сталин «совершил благодеяние чеченскому народу»).

## Реабилитация
Как можно возлагать ответственность за враждебные действия отдельных лиц или групп на целые народы, включая женщин, детей, стариков, коммунистов и комсомольцев, и подвергать их массовым репрессиям, лишениям и страданиям?

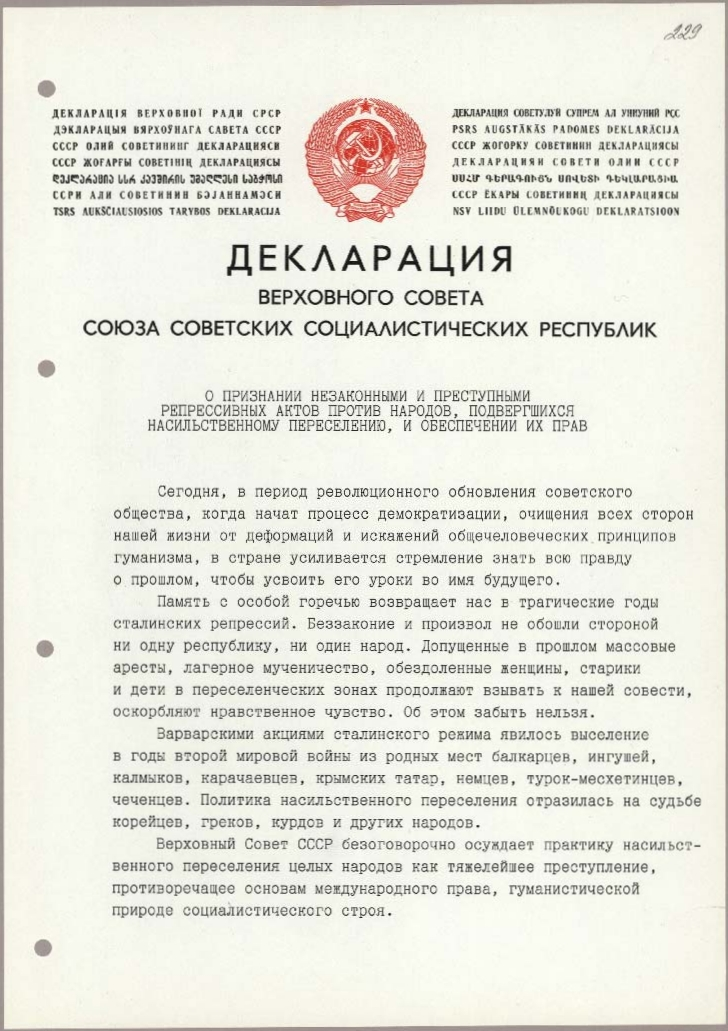
Декларация Верховного Совета СССР № 772-I от 14 ноября 1989 г. «О признании незаконными и преступными репрессивных актов против народов, подвергшихся насильственному переселению, и обеспечении их прав»

Сразу после смерти Сталина начался подспудный процесс возвращения «провинившихся» на свои исторические места проживания, с приходом Никиты Хрущёва к власти принявший массовый, полуофициальный характер. Придя к власти, Хрущёв тут же подверг практику массовых переселений, как и вообще всю сталинскую политику по национальному вопросу, острой критике за нарушение ленинских норм и принципов демократии в национальной политике. Однако ввиду того, что все решения Хрущёва в национальной политике по отмене сталинских «преобразований» носили большей частью закрытый характер и не выходили за пределы партийных съездов, а публикация текстов его обличительных выступлений полностью в советской печати состоялась только в 1989 году, в разгар «перестройки» (в том же году депортация целого ряда народов была признана Верховным Советом СССР незаконной и преступной), а сам начатый им процесс реабилитации репрессированных народов был приторможен после его отстранения от власти в 1964 году, вопрос о возвращении репрессированных народов на родные земли остался открытым вплоть до краха советской системы и местами является актуальным до сих пор уже на постсоветском пространстве.